# Лудвиг Фишер
Лудвиг Фишер (на германски Ludwig Fischer) е бивш пилот от Формула 1.
Роден на 17 декември 1915 година в Щраубинг, Германия.

## Формула 1
Лудвиг Фишер прави своя дебют във Формула 1 в голямата награда на Германия през 1952 година. В световния шампионат записва 1 състезания, като не успява да спечели точки. Състезава се с частен АФМ.